# Mozilla Firefox 4
Mozilla Firefox 4 es una versión del navegador web Mozilla Firefox que fue publicada el 22 de marzo de 2011. La primera beta estuvo disponible el 6 de julio de 2010 y la Release Candidate 2 (que es idéntica a la versión final) fue lanzada el 18 de marzo de 2011. El nombre en clave del proyecto es Tumucumaque y ha sido confirmada como la última gran actualización de Firefox. El equipo Mozilla optará por versiones más pequeñas y frecuentes como están haciendo el resto de navegadores web. Los objetivos principales para esta versión incluye mejoras en el rendimiento, soporte de estándares e interfaz de usuario. Tuvo una actualización de seguridad en abril de 2011 (4.0.1), aunque dejó de recibir soporte con el lanzamiento de Firefox 5 en junio de 2011.

## Historia
Los orígenes del desarrollo de esta versión se remontan a la versión 3.7 para Windows lanzada el 17 de julio de 2009. Esta actualización incluyó el uso de efectos de cristal de Aero en Windows Vista y Windows 7. La primera versión alfa de Firefox 3.7 vio la luz el 8 de febrero de 2010, la segunda el 1 de marzo, la tercera el 12, la cuarta apenas cinco días después del mismo mes, el 17, y la quinta alfa vio la luz el día 13 de abril. A principios de mayo de 2010, Mozilla hizo público que todas las mejoras implementadas en esta nueva versión de Firefox llegarían a los usuarios en forma de actualización de seguridad (Firefox 3.6.4) para centrar sus esfuerzos en el desarrollo de la futura versión 4 del navegador.
El 28 de junio de 2010, se hizo el cambio general de la versión "3.7 alfa 5" a la versión "4.0 beta 1". Se actualizó el motor Gecko a la versión 2.0. Mozilla lanzó el 6 de junio de 2010 la primera versión beta, esperándose la RC para octubre y la versión final para noviembre/diciembre de 2010, pero fue retrasado en varias ocasiones: tras 12 betas y 2 RC, finalmente se lanzó el 22 de marzo de 2011.
Las versiones lanzadas (alfas, betas, rc y rtm) tienen un código de compilación (en el menú "ayuda" / "acerca de..."), indicando la fecha donde se hizo el último cambio a tal versión, por lo que hay confusión a la hora de anunciar la fecha de una nueva versión lanzada al público.
Mozilla ha indicado que Firefox 4 será la última gran actualización del navegador web, optando por reducir el lapso de tiempo entre las siguientes versiones a 16 semanas, un ciclo similar al navegador web Google Chrome.

## Novedades en la interfaz
En esta versión, Mozilla centró sus esfuerzos por reducir el número de elementos que pudieran ocasionar distracción sobre las páginas web. Las pestañas están situadas encima de la barra de direcciones y la información que antes mostraba la barra de estado, como la dirección a la que apunta un hipervínculo, ahora se muestra en un pequeño recuadro en la esquina inferior izquierda o derecha de la aplicación, al estilo de Google Chrome.

### Botón Firefox

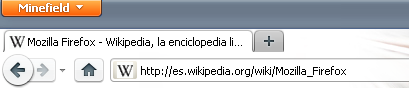
Firefox 4 beta en Windows XP mostrando el botón Firefox.

En la última semana de junio de 2010, en Firefox 3.7 a6pre, se introdujo un menú rápido en un botón «Firefox» de color naranja para la versión de Linux y Windows, que incluye las opciones más utilizadas como nueva ventana, guardar como..., enviar página, imprimir, buscar en esta página, historial, opciones, ayuda y salir. Una actualización en Firefox 4.0 preBeta6 agregó colores e iconos al menú desplegable del menú rápido.

### Panorama
Panorama, conocido durante el desarrollo de Firefox 4 como Tab Candy, es una herramienta para facilitar la gestión de las pestañas. Podemos agrupar las pestañas abiertas, mostrarlas todas en forma mosaico o clasificarlas en grupos según el nombre que deseemos.

### In-Content UI
Para lograr una mayor cohesión entre los elementos del navegador, este sistema trata de mostrar las preferencias del navegador en una pestaña, como las páginas web. Sin embargo para la versión final solo ha sido adoptada por el menú complementos (que son: buscar complementos, extensiones, apariencia, plugins).

### Awesome Bar
La nueva interfaz también facilita la navegación mediante la llamada "Awesome Bar" que permite auto-completar la búsqueda con las posibles coincidencias escribiendo palabras clave en la barra de direcciones.

### Pestañas de aplicación
Con el fin de aprovechar mejor el espacio, es posible reducir solo al favicon la pestaña deseada (clic secundario -> Fijar pestaña) para que ésta se muestre fija a la izquierda del resto de las pestañas, proporcionando un acceso rápido a las páginas más frecuentadas (por ejemplo, para consultar el correo electrónico).

### Firefox Sync
Es una herramienta que permite la sincronización de los datos del usuario en la nube de forma totalmente cifrada. Es posible sincronizar marcadores, contraseñas, preferencias, historial y hasta las pestañas abiertas de una determinada sesión y obtenerlos desde cualquier dispositivo con Firefox 4, especialmente útil para aquellos usuarios que trabajen con varios equipos. Otra forma de usarlo es como copia de seguridad.
Se inició bajo el nombre Mozilla Weave a finales del 2007 como proyecto de Mozilla Labs para la sincronización en la nube. Más adelante se ofreció como complemento bajo el nombre Firefox Sync y finalmente ha sido incluido por defecto en Firefox 4.

### Multitáctil
En la tercera beta, Mozilla dio soporte a gestos multitáctil (solo en Windows).

### Multiplataforma

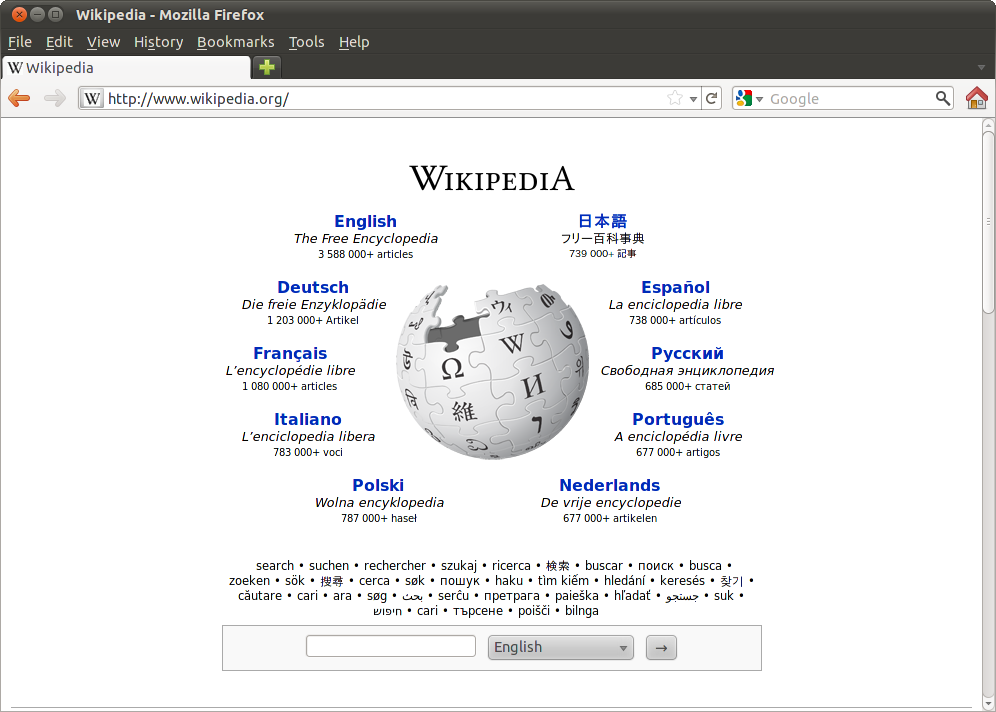
Firefox 4 en Ubuntu mostrando el portal plurilingüe de Wikipedia.

Estéticamente se ha decido hacer cada versión diferente, acorde a la plataforma para la que ha sido lanzada. De acuerdo con Rubén Martín de Mozilla España: 

«Los cambios que se verán están siendo muy estudiados por los expertos en usabilidad (UX) para que en este navegador esté optimizado tanto el espacio en pantalla (importante para netbooks) como también la interacción con el usuario. Siempre según el equipo de Mozilla, la integración con el sistema operativo es también un punto muy importante, y se está trabajando para que Firefox se vea diferente tanto en Windows, GNU/Linux como Mac, siguiendo los estilos de cada uno y manteniendo una característica propia que sea consistente en todas las plataformas».

El día previo al lanzamiento de Firefox 4 fue liberada la primera versión Release Candidate para las plataformas Android y Maemo, y la versión final el 29 de marzo de 2011.

## Características técnicas
Mozilla Firefox 4 ha introducido numerosas características desde la versión anterior 3.6:

### Motor

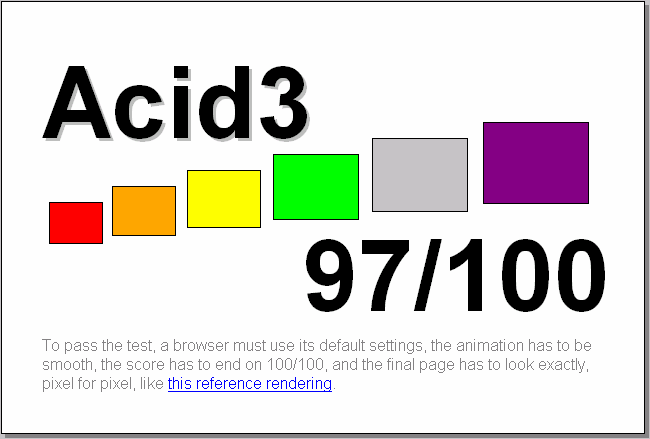
Resultados del test Acid3 en Firefox 4.

Firefox 4 está basado en el motor Gecko 2.0, el cual añade soporte para HTML5, CSS3, WebM, y WebGL, mejores APIs XPCOM y un nuevo motor JavaScript llamado JägerMonkey que según Mozilla sextuplica la velocidad de carga de las páginas respecto a su versión anterior 3.6.
Durante la beta 5, Firefox 4 incorporó una nueva API de audio la cual proporciona un método para la programación de audio RAW o creación de datos asociados con un elemento de audio mediante tags en HTML5. Se puede, por ejemplo, leer y escribir datos de audio en bruto desde el propio navegador web.
Este nuevo motor permite gráficos avanzados gracias al aumento de velocidad al interpretar textos y gráficos, como SVG y Canvas.

### 64 bits
Firefox 4 ha sido rediseñado para soportar arquitectura de 64 bits de forma nativa. Apareció en la primera beta para Linux y Mac OS X,  y más tarde en Windows.

### Do Not Track
Con este sistema (Preferencias -> Opciones -> Opciones -> Avanzado -> Decir a los sitios web que no quiero ser rastreado) Mozilla pretende aumentar la privacidad en la red y la seguridad de Firefox con las tecnologías CSP y HSTS para tratar de evitar los ataques clickjacking y XSS obligando a establecer una conexión segura.

### Aceleración mediante hardware
Con el fin de mejorar aún más la velocidad de carga de las páginas web, Firefox 4 incorpora aceleración por hardware mediante Direct2D para Windows (introducido en la beta 4 y por defecto en la beta 5) y OpenGL para Mac OS X.

### Jetpack
Otra de las novedades anunciadas por Mozilla es un SDK para facilitar el desarrollo de complementos para Firefox, y además permite instalarlos sin necesidad de reiniciar el navegador.

## Desarrollo
Algunas compilaciones fueron hechas como 4.0a1pre entre febrero y junio de 2008, pero fueron renombradas a 3.1a1pre.

### Cronología
| Gecko | Versión | Fecha de publicación     | Cambios significativos |
| ----- | ------- | ------------------------ | --- |
| 1.9.3 | Alpha 1 | 10 de febrero de 2010    | Inicio del desarrollo conocido como Firefox 3.7 (motor Gecko 1.9.3) |
| 1.9.3 | Alfa 2  | 3 de marzo de 2010       | Mejorada velocidad y soporte de animación SMIL en SVG. En Windows y Linux, las extensiones (como Flash o Silverlight) son aislados. |
| 1.9.3 | Alfa 3  | 17 de marzo de 2010      | Solucionados varios problemas para el multiproceso de extensiones. Disponible renderizado Direct2D experimental (solo en Windows). Mejoras en estabilidad. |
| 1.9.3 | Alfa 4  | 12 de abril de 2010      | Implementado renderizado Core Animation para Mac OS X; los plugins que hagan uso de esta característica serán más rápidos y eficientes. Vídeos en pantalla completa con soporte aceleración por hardware (solo en Windows). Incremento del 4% en la carga de páginas (solo en Linux). |
| 1.9.3 | Alfa 5  | 16 de junio de 2010      | Añadido soporte para reproducción de vídeo WebM e interfaz de usuario para la administración de extensiones. Soporte para Cocoa NPAPI y ChromeWorker. Mediante about:memory en la barra de direcciones se muestra el consumo de memoria.                                              |
| 2.0   | Beta 1  | 6 de julio de 2010       | El número de versión cambió a 4.0 (Gecko 2.0). Pestañas arriba (solo en Windows). Botón Firefox sustituye a la barra de menú. Nuevo administrador de complementos. Versión 64 bits (Linux y Mac OS X).                                                                                |
| 2.0   | Beta 2  | 27 de julio de 2010      | Disponible en 23 idiomas (incluido el español). Pestañas colocadas arriba por defecto (en Windows y Mac OS X). Posibilidad de cambiar en AppTab las pestañas. |
| 2.0   | Beta 3  | 11 de agosto de 2010     | Interfaz multitáctil (solo en Windows 7). Corrección de errores. Mejoras en JavaScript. Disponible en 34 idiomas. |
| 2.0   | Beta 4  | 24 de agosto de 2010     | Firefox Sync por defecto. Soporte aceleración por hardware mediante Direct2D (solo en Windows 7). |
| 2.0   | Beta 5  | 7 de septiembre de 2010  | Nueva API de audio. Soporte para el protocolo de seguridad HSTS que permite a los sitios web en cargar solo a través de SSL. Mejor soporte del estándar HTML5. Nuevo diseño del Botón Firefox (Windows Vista/7). Direct2D por defecto (solo en Windows 7).                            |
| 2.0   | Beta 6  | 14 de septiembre de 2010 | Corregidos errores de estabilidad (solo en Windows), problema que causaba errores en el renderizado con complementos (solo en Mac OS X) y otros menores. |
| 2.0   | Beta 7  | 10 de noviembre de 2010  | Prevista para la segunda mitad de septiembre, se retrasó para mejorar el nuevo motor de JavaScript y llevar a cabo algunas características previstas. |
| 2.0   | Beta 8  | 21 de diciembre de 2010  | Mejoras en la integración con Firefox Sync, rediseño del administrador de complementos, mejorada aceleración WebGL y GPU. |
| 2.0   | Beta 9  | 14 de enero de 2011      | Soporte nativo para indexedDB, disponible en 76 idiomas, solución de errores, optimización del motor JavaScript, mejorada velocidad en marcadores e historial. |
| 2.0   | Beta 10 | 25 de enero de 2011      | Mejorado el uso de la memoria, soporte a una "lista negra" de controladores gráficos para mejorar la estabilidad, mejor estabilidad y compatibilidad en Adobe Flash para Mac OS X. |
| 2.0   | Beta 11 | 8 de febrero de 2011     | Incorpora Do Not Track ("DNT"). Renovación de la página de inicio. WebGL reactivado en Linux. |
| 2.0   | Beta 12 | 25 de febrero de 2011    | Más de 650 errores corregidos (más de 7000 desde la primera beta). Mejoras en estabilidad, compatibilidad, rendimiento ante contenido Flash y en Firefox Sync. |
| 2.0   | RC 1    | 9 de marzo de 2011       | Todos los errores corregidos, desarrollo completado, generada versión Release Candidate. |
| 2.0   | RC 2    | 18 de marzo de 2011      | Dos pequeñas mejoras a fin de proteger mejor a los usuarios de Firefox 4. |
| 2.0   | 4.0     | 22 de marzo de 2011      | Versión final de Firefox 4. Idéntica a la segunda Release Candidate. |
| 2.0   | 4.0.1   | 28 de abril de 2011      | Soluciona varios problemas de seguridad y estabilidad. |

## Adopción en el mercado
Mozilla Firefox 4 alcanzó el millón de descargas en menos de 4 horas. En sus primeras 24 horas se descargó 7,1 millones de veces según glow.mozilla.org y la segunda Release Candidate (idéntica a la versión final) llegó a 3 millones antes del lanzamiento de la versión final, confirmadas ambas cifras por Mozilla, aunque no superaría los 8 millones de descargas de Firefox 3 (véase Download Day). El día previo al lanzamiento fue usado por el 0,34% de los usuarios de internet, y el día del lanzamiento oficial por el 1,95%. En comparación con Internet Explorer 9, lanzado 8 días antes, fue de 0,87% durante ese mismo día. Para el 22 de abril, un mes después del lanzamiento, Firefox 4 obtuvo el 8,3% de la cuota de mercado de los navegadores web según StatCounter y al día siguiente superó los 100 millones de descargas. El 1 de junio de 2011 superó a la versión 3.6, convirtiéndose en el navegador más usado de Mozilla. Dos meses después de su lanzamiento alcanzó 200 millones de descargas.